# Laviggere, Sagar
Laviggere là một làng thuộc tehsil Sagar, huyện Shimoga, bang Karnataka, Ấn Độ.